# Клаудия Грей
Клаудия Грей (на английски: Claudia Gray) е псевдоним на американската писателка Ейми Винсънт (на английски: Amy Vincent), авторка на произведения в жанра научна фантастика, фентъзи, паранормален любовен роман, трилър и детска литература.

## Биография и творчество
Клаудия Грей е родена на 12 юни 1970 г. в Ню Йорк, САЩ. Израства в Ню Йорк, но по-късно се премества в Ню Орлиънс, Луизиана. Работила е като адвокат, журналист, дисководещ и сервитьорка. Нейните интереси през целия живот са към стари къщи, класически филми, винтидж стил и история.
Първият ѝ роман „Завинаги“ от едноименната поредица е издаден през 2008 г. Главната героиня Бианка е изгонена от малкия си роден град и е записана във Вечерната академия, зловещ готически интернат, където учениците са някак си твърде перфектни и хищни, а тя не се вписва. Докато не среща Лукас, с когото започва връзка, но тъмните тайни на вампирите са обречени да ги разкъсат. Вторият роман от поредицата, „Звездоглед“ е издаден през 2009 г. и двата стават бестселъри в списъка на „Ню Йорк Таймс“, което дава бърз старт на писателската ѝ кариера. Следват още от поредиците ѝ за юноши „Заклинател“, „Жар птица“ и „Срещу звездите“. Всяка от поредиците се състои от 3 до 5 книги и описва силни герои и интересни сюжети, изпълнени със сенчести и експлозивни минали и драматични тайни.
През септември 2015 г. Грей дебютира във вселената „Междузвездни войни“ с романа „Изгубени звезди“. Следват още романите „Кръвна линия“, „Лея, Принцесата на Алдераан“, „Майстор и чирак“, „В мрака“ и „Падналата звезда“. В част от тях героиня е Лея Органа, изобразена във филмите от Кари Фишър. Тя е част от вътрешния кръг Luminous вдъхващ живот на проекта „Междузвездни войни“.
Клаудия Грей живее в 100-годишна къща в коралово розово в Ню Орлиънс.

## Произведения

### Самостоятелни романи
- Fateful (2011)[1][2][3]
- The Haunted Mansion (2023)

### Поредица „Вечерната академия“ (Evernight)
1. Evernight (2008)[1][2][3]
2. Stargazer (2008)
3. Hourglass (2010)
4. Afterlife (2011)
5. Balthazar (2012) – спин-оф на сериала

### Поредица „Заклинател“ (Spellcaster)
1. Spellcaster (2013)[2][3]
2. Steadfast (2014)
3. Sorceress (2015)

### Поредица „Жар птица“ (Firebird)
1. A Thousand Pieces of You (2014)[1][3]
2. Ten Thousand Skies Above You (2015)
3. A Million Worlds With You (2016)

### Поредица „Срещу звездите“ (Defy the Stars)
1. Defy the Stars (2017)[1][2][3]
2. Defy the Worlds (2018)
3. Defy the Fates (2019)

### Поредица „Убийството на г-н Уикъм“ (Murder of Mr. Wickham)
1. The Murder of Mr. Wickham (2022)[1][2][3]
2. The Late Mrs. Willoughby (2023)

### Участие в общи серии с други писатели

#### Поредица „Пътуване към Междузвездни войни: Силата се пробужда“ (Journey to Star Wars: The Force Awakens)
- Lost Stars (2015)[1][2][3]
Изгубени звезди, изд.: „Егмонт България“, София (2015), прев. Ирина Денева – Слав
- Bloodline (2016)

от поредицата има още 6 романа от различни автори

#### Поредица „Пътуване до Междузвездни войни: Последните джедаи“ (Journey to Star Wars: The Last Jedi)
- Leia, Princess of Alderaan (2017)[1][3]

от поредицата има още 3 романа от различни автори

#### Поредица „Междузвездни войни“ (Star Wars)
- Master and Apprentice (2019)[3]

от поредицата има още над 100 романа от различни автори

#### Поредица „Междузвездни войни: Висшата република“ (Star Wars: The High Republic)
- The Fallen Star (2022)[1][3]

от поредицата има още 11 романа от различни автори

#### Поредица „Междузвездни войни: Висшата република“ (Star Wars: The High Republic) – за юноши
- Into the Dark (2021)[1]

от поредицата има още 5 романа от различни автори

### Сборници
- Vacations from Hell (2009) – с други[1]

### Разкази
- I Don't Like Your Girlfriend (2009)[3]
- Giovanni's Farewell (2011)
- A Real Boy (2014)